# Марково куле
Марково куле или Кула (на македонска литературна норма: Марково Куле) е средновековна кула, разположена край град Царево село (Делчево), Северна Македония.

## Местоположение
Кулата е разположена югоизточно от Царево село, от дясната страна на пътя, който води за Разловци по левия бряг на Брегалница.

## История
Кулата е средновековна. Пострадва от земетресението от 1906 година, според местни предания, заедно с още две кули.